# Karol Bogucki
Karol Bogucki (ur. 26 stycznia 1868 we Folwarkach Małych, zm. prawdopod. w maju/czerwcu 1941 w Chersoniu) – ksiądz, dziekan generalny Wojska Polskiego.

## Życiorys
Urodził się we wsi Folwarki Małe k. Brodów, w wielodzietnej polskiej rodzinie bednarza Józefa i Anastazji z Husarskich. Kształcił się w K. K. Gimnazjum im. Rudolfa w Brodach z językiem niemieckim wykładowym, gdzie w 1889 roku zdał maturę. W 1893 roku ukończył studia teologiczne na Uniwersytecie we Lwowie. W tym samym roku uzyskał święcenia kapłańskie. W 1903 roku, po 10 letniej posłudze kapłańskiej  w diecezji lwowskiej, wstąpił do armii austro-węgierskiej jako kapelan przy dowództwie 11 Korpusu we Lwowie. W latach 1914–1916, w czasie I wojny światowej, był starszym kapelanem c. i k. 11 Dywizji Piechoty na froncie galicyjskim. W listopadzie 1916 roku został skierowany do Generalnego Gubernatorstwa w Kielcach, gdzie doczekał się upadku monarchii Austro-Węgierskiej i odrodzenia państwa polskiego.
30 września 1919 roku został przyjęty do Wojska Polskiego „na czas wojny w charakterze starszego kapelana w VIII klasie rangi” z przydziałem do Szpitala Garnizonowego we Lwowie. W grudniu 1921 roku został zatwierdzony w stopniu dziekana generalnego Wojska Polskiego i skierowany na stanowisko dziekana w Dowództwie Okręgu Korpusu Nr II w Lublinie. W latach 1923–1928 był szefem duszpasterstwa wojskowego w Dowództwie Okręgu Korpusu Nr VI we Lwowie, a następnie do maja 1929 roku pełnił tę samą funkcję w Dowództwie Okręgu Korpusu Nr VII w Poznaniu. Od 1922 roku był członkiem wydziału Towarzystwa Polskiego Żałobnego Krzyża dla okręgu lwowskiego (jako delegat DOK Nr VI), a po przekształceniu organizacji (1925) był członkiem wydziału wojewódzkiego we Lwowie Polskiego Towarzystwa Opieki nad Grobami Bohaterów, którego był prezesem do roku 1926 i w tym samym roku otrzymał tytuł członka honorowego. Z dniem 31 maja 1929 roku został przeniesiony w stan spoczynku.
Zweryfikowany w stopniu dziekana generalnego (odpowiednik generała brygady) ze starszeństwem z 1 czerwca 1919 roku.
Po przejściu na emeryturę osiadł we Lwowie, gdzie był kapelanem w zakonie benedyktynek oraz katechetą w prowadzonej przez nie szkole. Od 1938 roku mieszkał w Brodach, gdzie zajmował się działalnością charytatywną i społeczną. W 1936 rku uruchomił fundację stypendialną własnego imienia.
Po kampanii wrześniowej aresztowany przez NKWD. Wyciągnęli go z więzienia przyjaciele z dziecięcych lat i radzili uciekać z Brodów, ks. Bogucki nie posłuchał uważał, że nic nie zrobił i nie był niczego winny. Aresztowano go po raz drugi. Z Brodów przewieziony do Lwowa, a stamtąd  zesłany w głąb Rosji do Chersonia, gdzie przebywał w jednej celi z gen. Mariuszem Zaruskim i zmarł w maju/czerwcu po 1941 roku. Najpierw zmarł gen. Zaruski, a po kilku dniach gen. Bogucki. Obydwaj pochowani zostali w zbiorowych mogiłach na cmentarzu więziennym, którego już nie ma.